# Lee Stone
Lee Stone, egentligen Ronald L. Rose, född  12 januari 1968, är en amerikansk skådespelare i pornografisk film.
Lee Stone har medverkat i över 2 500 filmer sedan debuten 1999, bland annat ett tiotal med Ashley Blue och flera med Layla Rivera.